# P. G. Wodehouse
Sir Pelham Grenville Wodehouse (1881. október 15. – 1975. február 14.) brit író.
Wodehouse elismert mestere volt az angol prózának, tiszteletnek örvendett mind a kortársak körében, mint Hilaire Belloc, Evelyn Waugh és Rudyard Kipling, mind a modern írók körében (Douglas Adams, Salman Rushdie, Terry Pratchett és Stephen Fry).
Seán O’Casey találóan „az angol irodalom cirkuszi bolhájá”-nak nevezte (English literature's performing flea). Ezt a lekicsinylő meghatározást Wodehouse megkedvelte, és egyik önéletrajzi jellegű kötetének ezt a címet adta. A The Times így írt róla: „tréfás zseni, akit az ő korában elismertek, mint a komédia klasszikus és vén mesterét”.
Manapság legismertebb a Jeeves-es és Blandings Kastély-os regényeiről és novelláiról, de Wodehouse tehetséges drámaíró és dalszövegíró is volt, társszerzője és írója volt tizenöt darabnak és 250 dalszövegnek vagy harminc zenés vígjátékhoz. Együtt dolgozott Cole Porterrel az "Anything Goes" musicalen, és gyakran együttműködött Jerome Kernnel és Guy Boltonnal. Ő írta a dalszöveget a "Show Boat"-beli „Bill” című slágerhez. Társszerzője volt Molnár Ferencnek is, ő dolgozta át zenés színpadra a Játék a kastélyban című színművét, The Play’s the Thing (A színdarab az igazi) címen. Egyik kritikusa, J. Agate így fogalmazott: „P.G. Wodehouse-t egy kicsivel Shakespeare alá sorolom, és tetszés szerinti távolságra mindenki más fölé.”

## Élete
Wodehouse, akit családja és barátai közül a legtöbben úgy hívtak: „Plum” (a Pelham szó kiejtéséből képezve, jelentése: szilva) 1881. október 15-én született Guildfordban. Bentlakásos iskolába járt, ahol csak hat-hét havonta egyszer látta a szüleit. Elhagyatottnak érezvén magát, Wodehouse nagyon közel került a fivéréhez, aki megosztotta vele művészet-szeretetét. Wodehouse, hogy betöltse az űrt az életében, fáradhatatlanul írt. Jó néhány iskolai szünetet töltött egyik vagy másik nagynénjénél; ebből kitalálható, hogy ez adta neki a "nagynénik libafalkájától" való egészséges rémületet, ez tükröződött a Blandings Kastély-os sorozatban Lady Constance Keeble számos unokahúga és unokaöccse feletti zsarnokságában, valamint Bertie Wooster félelmetes nagynénjei, mint Agatha és Dahlia hatalmaskodásában.
A Dulwich College-ban tanult, ahol most a könyvtár róla van elnevezve, de a remélt előmenetelt az egyetemre megakadályozták a család anyagi problémái. Így azután a Hong Kong és Shanghai Banknál (jelenleg HSBC néven ismert) dolgozott Londonban két évig, bár soha nem érdekelte a bankszakma, mint karrier. Részidőben írt, miközben a bankban dolgozott, végül elég sikeresnek bizonyult ahhoz, hogy teljes munkaidős foglalkozásként írhasson. Több évig újságíró volt a The Globe-nál, egy, a napjainkra megszűnt angol újságban, mielőtt végül is elment Hollywoodba, ahol hatalmas összegeket keresett mint forgatókönyvíró. Számos novellájából sorozatot is csináltak és leközölték magazinokban, mint például a The Saturday Evening Post és a The Strand, melyek ugyancsak jól fizettek. Első igazi könyvsikere a Psmith in the City (1910) – Psmith a pénzvilágban.
1940 májusában, a németek franciaországi villámháborúja idején Wodehouse Le Touquet-ban élt, tengerparti villájában. Házi őrizetbe vették, majd néhány hónap múlván internálták; előbb Lille-ben, később a belgiumi Liège fogolytáborában, végül a ma Lengyelországhoz tartozó Tost városka elmegyógyintézetében tartották fogva. Itt írta Money in the Bank című regényét. Végül előrehaladott életkorára való tekintettel ideiglenesen elengedték, és 1941 júniusában a berlini Adlon Hotelba költöztették, ahol állandó felügyelet alatt állt. Itt elfogadta a náci propagandaminisztérium ajánlatát, vállalta, hogy öt politikamentes rádióműsort készít, s azokat felolvassa a berlini rádió USA felé sugárzott adásában.
Később a naivitásával magyarázta tettét. Azt állította, hogy „ostoba seggfej” volt életének ebben az időszakában. Az angolszász közvélemény felzúdulással fogadta a tényt, hogy kedvenc humoristája a berlini rádió hullámhosszán hallatja hangját. Pedig hát valójában meglehetősen ártalmatlan, humoros szövegek voltak ezek. Például ilyenek: „Soha nem érdekelt a politika. Egyszerűen képtelen vagyok bárminemű ellenséges érzést felszítani magamban. Valahányszor ellenséges érzület készül fölgerjedni bennem egy ország iránt, egy végtelenül rendes polgárával találkozom. Együtt járkálunk, s nekem minden harcias gondolatom vagy érzésem elenyészik.”
Azonban, mint George Orwell a P. G. Wodehouse védelmében című kitűnő tanulmányában írja: „...ha valakire elegendő sarat dobálnak, az meg is ragad rajta, és a sár meglehetősen sajátos módon tapadt meg Wodehouse-on. Az a benyomás maradt meg az emberekben, hogy Wodehouse rádióbeszédei (nem mintha bárki is emlékezne rá, hogy miről volt szó bennük) nem csupán mint árulót leplezték le őt, hanem mint a fasizmussal való ideológiai szimpatizánst is. Még manapság is számos olvasói levélben szerepel az az állítás, miszerint regényeiben »fasiszta tendenciák« mutathatók ki, és e vád azóta is ismételten elhangzik. Mindjárt megkísérlem majd, hogy elemezzem e könyvek szellemi atmoszféráját, de fontos tisztán látnunk, hogy az 1941-es események semmi rosszabbat nem bizonyítanak rá Wodehouse-ra, mint balgaságot.”
Sokan tehát anélkül kiabáltak kígyót-békát Wodehouse-ra, hogy tudták volna, valójában mit is tartalmaztak az inkriminált rádióbeszédek.
Érdekes, hogy szinte mindenkinél vehemensebben követelte az író felelősségre vonását és megbüntetését Alan Alexander Milne. Pedig ki gondolta volna a Winnie the Pooh (Micimackó) finom és gyengéd szavú szerzőjéről? Később aztán Plum elegáns módon állt bosszút. A The Mating Season (Nászidőszak) című regényében Bertie Wooster több ízben is "émelyítően bárgyú klapanciáknak" nevezi Christopher Robin verseit. (Ez a Christopher Robin, aki az író fia volt, és valójában neki írta Milne az egész történetet, a magyar változatban Róbert Gidává változott.)
Később azonban az angol olvasóközönség megbocsátott kedvencének. Könyvei állítólag ott voltak az angol királynő éjjeliszekrényén, és Tony Blair volt miniszterelnök kedvenc írója. Végül is a Nyugat, ahogy a bolondnak nyilvánított és így büntetését szintén elkerülő Ezra Poundban is, nem az ellenséget, hanem a művészt tartotta fontosnak. Az író azonban soha nem tért vissza Nagy-Britanniába. Az Amerikai Egyesült Államokban telepedett le, és hogy ez a négyéves közjáték mit sem vont le írói munkásságának értékéből, és botlását a legfelső körökben is megbocsátották, bizonyítja az a tény, hogy 93 éves korában Wodehouse-t lovaggá ütötték. Sir P. G. Wodehouse alig néhány héttel élte túl a kitüntetést, életének kilencvennegyedik esztendejében hunyt el egy Long Island-i kórházban.
Vérbeli íróhoz méltóan, szinte az utolsó leheletéig dolgozott. Még a kórházi ágyán is gépelte a Sunset at Blandings (Blandingsi napnyugta) című utolsó regényét, amely immár befejezetlen maradt. Ám így, torzóként is kiadták, a szerző arra vonatkozó, részletekbe menő jegyzeteivel kiegészítve, hogy miként kívánta befejezni a cselekményt.

## Művei

### Blandings Kastély
- Something Fresh (1915) – Magyar címe: Valami új (fordította: Révbíró Tamás, 1998, 2006 – Európa)
- Leave it to Psmith (1923) – Magyar címe: Forduljon Psmithhez (fordította: Devecseriné Guthi Erzsébet, 1929, 1935 – Pantheon, 1957 – Magvető, 1972 – Európa, 1980 – Kriterion, 1991 – Haxel, 2005 – Ciceró) Magyar címe: Bízza Psmithre! (fordította: Barabás András, 2014 – Ciceró)
- Summer Lightning (1929) – Magyar címe: Nyári zivatar (fordította: Goerl István, 1930 – Tolnai-Légrády; fordította: Révbíró Tamás, 1976, 1994, 2000 – Európa)
- Heavy Weather (1933) – Magyar címe: Viharos idő (fordította: Pór Bálint, 1997 – Geopen)
- Blandings Castle and Elsewhere (1935) – Magyar címe: Blandings és vidéke (fordította: Kövesdi Miklós Gábor, Révbíró Tamás, 2015 – Ciceró) (Tizenkét novella, ebből hat Blandings-ről szól; 1926 és 1931 közt készültek; a "Nyári zivatar" előtt játszódnak). Közülük kettő (Lord Emsworth kis barátnője, Disznó-hééééé!) már korábban is megjelent magyarul a Hahó! c. kötetben (fordította: Kövesdi Miklós Gábor, 2006 – Európa), a másik négy címe: Az úritök őrzője, Lord Emsworth helyesen cselekszik, Társaság Gertrude-nak, A nagymenő, ezeket is Kövesdi Miklós Gábor fordította)
- Lord Emsworth and Others (1937) – Magyar címe: Lord Emsworth és a többiek (fordította: Nagy Dóra, 2018 – Ciceró) (A címe ellenére a kilenc novella közül csak egynek szereplője Lord Emsworth, címe: Bűnözési hullám Blandingsben (magyarul megjelent füzetes formában: Bűnhullám a kastélyban (fordította: Várady György, 1944 – Bányai-Várkonyi), illetve a Hahó! című kötetben (Bűnözési hullám Blandingsben, fordította: Kövesdi Miklós Gábor, 2006 – Európa)
- Uncle Fred in the Springtime (1939) – Magyar címe: Fred bácsi csúcsformában (fordította: Ürögdi Ferenc, 1990 – Sport)
- Full Moon (1947) – Magyar címe: Kedélyes kastély (fordította: Gábor Magda, 1948 – Corvina, 1991 – Bembo) Telihold Blandingsben (fordította: Barabás András, 2019 – Ciceró)
- Nothing Serious (1950) – Magyar címe: Semmi komoly (fordította: Borsos Balázs, 2022 – Ciceró) (Egy - nem Blandingsban, hanem Amerikában játszódó - Lord Emsworth-történet a könyvben levő tíz novellából: Az ügynök születése.)
- Pigs have Wings (1952) – Magyar címe: Szárnyasdisznók (fordította Kiss Marianne és Révbíró Tamás, 2005 – Geopen)
- Service With a Smile (1961) – Magyar címe: A jókedvű jótevő (fordította: Révbíró Tamás, 1998, 2006 – Európa)
- Galahad at Blandings (1965) – Magyar címe: Galahad mindent elrendez (fordította: Szennai Éva, 2014 – Ciceró)
- Plum Pie (1966) – Magyar címe: Tökös-mákos (fordította: Kövesdi Miklós Gábor, 2013 – Ciceró) (Egy Blandings-ben játszódó történet a kilencből, a "Sticky Wicket at Blandings", magyar címe: Ebek öröme, fordította: Révbíró Tamás), valószínűleg A jókedvű jótevő előtt olvasandó)
- A Pelican at Blandings (1969) – Magyar címe: Egy Pelikán Blandingsben (fordította: Lévai Márta, 1999, 2007 – Európa)
- Sunset at Blandings (1977) – Magyar címe: Naplemente Blandingsben (jegyzetek, függelék Richard Usborne, fordította: Kövesdi Miklós Gábor, 2018 – Ciceró)

### Lord Ickenham
- Young Men in Spats (1936) – Tizenegy történet a Parazita klub tagjairól, az egyikben (Ha Fred bácsi benéz..., magyarul megjelent a Hahó! c. kötetben (fordította: Kövesdi Miklós Gábor, 2006 – Európa)) jelenik meg először Lord Ickenham.
- Uncle Fred in the Springtime (1939) – Magyar címe: Fred bácsi csúcsformában (fordította: Ürögdi Ferenc, 1990 – Sport)
- Uncle Dynamite (1948) – Magyar címe: Dinamit bácsi (fordította: Révbíró Tamás, 2001, 2006 – Európa)
- Cocktail Time (1958) – Magyar címe: Koktéltájm (fordította: Pór Bálint, 2001, 2002 – Geopen)
- Service With a Smile (1961) – Magyar címe: A jókedvű jótevő (fordította: Révbíró Tamás, 1998, 2006 – Európa)

### Parazita Klub
- Young Men in Spats (1936) – Magyar címe: Fiatalemberek slamasztikában (fordította: Kövesdi Miklós és Nagy Dóra, 2021 – Ciceró) (Tizenegy novella a Parazita Klub tagjairól. Ebből hármat Mr. Mulliner mesél, közülük egy (Mordred tüzes udvarlása) megjelent magyarul A rút rendőr románca c. kötetben, ugyanitt egy további, Freddie Widgeonről szóló novella is megjelent (Macskainvázió a kastélyban) (mindkettőt fordította: Molnár Zoltán, 2008 – Ciceró). A Fiatalemberek slamasztikában kötetben mindkettőt Nagy Dóra fordította. Két másik történet is megjelent magyarul Pongo Twistletonról és Lord Ickenhamről (Ha Fred bácsi benéz), valamint Percy Wimboltról és Nelson Corkról (A cilinderek rejtélye) a Hahó! című kötetben (fordította: Kövesdi Miklós Gábor, 2006 – Európa)
- Lord Emsworth and Others(1937) – Magyar címe: Lord Emsworth és a többiek (fordította: Nagy Dóra, 2018 – Ciceró) (A könyvben levő kilenc történetből az egyik a Parazita Freddie Widgeonről szól, címe: Az álarcos trubadúr)
- Eggs, Beans, and Crumpets (1940) – Magyar címe: Ürgék, Szivarok és Pasasok (fordította: Kövesdi Miklós Gábor, 2012 – Ciceró) (Négy Bingo Little történet a könyvben levő kilenc novellából, címük: Bingo sínen van, Bingo és a pekingi válság, Sajnálattal értesítem..., Apró ujjacskák)
- Nothing Serious (1950) – Magyar címe: Semmi komoly (fordította: Borsos Balázs, 2022 – Ciceró) (Egy Freddie Widgeon-történet (Bramley-ben üdülni felpezsdít) és egy Bingo Little-történet (Az árnyék elvonul) a könyvben levő tíz novellából)
- Barmy in Wonderland (1952) – Magyar címe: Pupák Csodaországban (fordította Kövesdi Miklós Gábor, 2017 – Ciceró)
- Cocktail Time (1958) – Magyar címe: Koktéltájm (fordította: Pór Bálint, 2001, 2002 – Geopen)
- A Few Quick Ones (1959) – Magyar címe: Néhány röpke szösszenet (fordította: Nagy Dóra, 2019 – Ciceró) (A tíz történetből kettő Freddie Widgeon történet: Ki a legkövérebb e vidéken? Oofy, Freddie és a pankrátorok, kettő pedig Bingo Little novella: Tökéletes időzítés, Bízd Algyre!)

### Golfos történetek
- The Man Upstairs (1914) – (Egy golfos történet a könyvben levő kilenc történetből)
- The Clicking of Cuthbert (1922) – Magyar címe: Golfőrültek (fordította: Kövesdi Miklós Gábor, 2010 – Ciceró) (Tíz golfos történet, kilencet a golfklub legidősebb tagja, a Korelnök mesél.)
- The Heart of a Goof (1926) – Magyar címe: A dinka lelke (fordította: Kövesdi Miklós Gábor, 2012 – Ciceró) (Kilenc golfos történet, mindet a Korelnök meséli.)
- Mr. Mulliner Speaking (1929) – Magyar címe: Halljuk Mr. Mullinert! (fordította: Révbíró Tamás, 2016 – Ciceró) (Egy golfos történet a könyvben levő kilenc történetből, címe: Goldfinger, amelyet értelemszerűen nem a Korelnök mesél, de szereplői (Agnes Flack és Sidney McMurdo) az ő történeteiben is felbukkannak)
- Lord Emsworth and Others (1937) – Magyar címe: Lord Emsworth és a többiek (fordította: Nagy Dóra, 2018 – Ciceró) (Három golfos történet a könyvben levő kilenc történetből, címük: A törvény betűje, Búcsú Legstől, Még mindig ott a golf)
- Nothing Serious (1950) – Magyar címe: Semmi komoly (fordította: Borsos Balázs, 2022 – Ciceró) (Öt golfos történet a könyvben levő tízből, mindegyiket a Korelnök meséli: A mélységből; Agyaglábú óriás; Excelsior; Rodney visszaesik; Szívek útvesztőben)
- A Few Quick Ones (1959) – Magyar címe: Néhány röpke szösszenet (fordította: Nagy Dóra, 2019 – Ciceró (Két golfos történet a könyvben levő tíz történetből, mindkettőt a Korelnök meséli: A profi golfozó, Walter és az esküvői harangok, ez utóbbi a Nothing Serious c. kötetben levő Excelsior c. történet egyszerűsített változata.)
- Plum Pie (1966) – Magyar címe: Tökös-mákos (fordította: Kövesdi Miklós Gábor, 2013 – Ciceró) (Egy golfos történet (címe: Szundi, nem a Korelnök meséli) a könyvben levő kilenc történetből.)

### Jeeves
- The Man With Two Left Feet (1917) – (Tizenhárom novella gyűjteménye, közülük hat megjelent magyarul A rút rendőr románca c. kötetben (fordította: Molnár Zoltán, 2008 – Ciceró). A másik hét történet egyike az "Extricating Young Gussie", amelyben bemutatkozik Jeeves, Bertie, és Agatha nagynéni; ámbár Bertie vezetékneve valószínűleg inkább Mannering-Phipps, mint Wooster. Bertie-nek van egy Gussie Mannering-Phipps nevű unokatestvére. Bertram-nak nem volt vezetékneve, és ez jelentős vita tárgya marad a Wodehouse tanulmányozók körében azzal kapcsolatban, hogy ő valóban Bertie Wooster volt, vagy csupán Bertie Mannering-Phipps.)
- My Man Jeeves (1919) – (Nyolc novella, négy Jeeves-ről és négy Reggie Pepper-ről. Ezekből többet újraírt a "Folytassa, Jeeves" részére.)
- The Inimitable Jeeves (1923) – Magyar címe: Majd a Tóbiás! (fordította: Várady György, 1941 – Széchenyi); Halihó, Jeeves! (fordította: Bakó, 1998, 2007 – Ciceró) (Tizenegy novella)
- Carry on, Jeeves (1925) – Magyar címe: Ejnye Tóbiás! (fordította: Várady György, 1944 – Széchenyi); Folytassa, Jeeves! (fordította: Révbíró Tamás, 1991 – Európa, 2004 – Ciceró) (Tíz novella, ebből öt valamilyen formában ismétlés a "My Man Jeeves"-ből)
- Very Good, Jeeves (1930) – Magyar címe: Isten veled Tóbiás! (fordította: Várady György, 1944 – Széchenyi); Igenis, Jeeves! (fordította: Révbíró Tamás (2011 – Ciceró) (Tizenegy novella)
- Thank You, Jeeves (1934) – Magyar címe: Köszönöm, Tóbiás! (fordította: Várady György, 1941 – Széchenyi); Köszönöm, Jeeves! (fordította: Molnár Zoltán, 2001 – Ciceró) (Az első teljes terjedelmű Jeeves regény)
- Right Ho, Jeeves (1934) – Magyar címe: Megőrült, Jeeves? (fordította: Kövesdi Miklós Gábor, 2006 – Ciceró)
- The Code of the Woosters (1938) – Magyar címe: Gáz van, Jeeves! (fordította: Molnár Zoltán, 1998, 2004 – Ciceró)
- Joy in the Morning (1947) – Magyar címe: Hajómágnás a pácban (fordította: Kövesdi Miklós Gábor, 2009 – Ciceró)
- The Mating Season (1949) – Magyar címe: Nászidőszak (fordította: Molnár Zoltán, 2003 – Ciceró)
- Ring for Jeeves (1953) – Magyar címe: Jeeves majd megoldja (fordította: Révbíró Tamás, 2008 – Ciceró) (Ebben Bill Belfry "kölcsönkéri" Jeeves-et Bertie-től- Ez az egyetlen történet a Jeeves-sorozatban, amelyben Bertie Wooster nem szerepel.)
- Jeeves and the Feudal Spirit (1954) – Magyar címe: Bertie Wooster állja a sarat (fordította: Molnár Zoltán, 2000, 2009 – Ciceró)
- A Few Quick Ones (1959) – Magyar címe: Néhány röpke szösszenet (fordította: Nagy Dóra, 2019 – Ciceró (Egy Jeeves-történet a könyvben levő tíz történetből, címe: Jeeves omlettet készít)
- Jeeves in the Offing (1960) – Magyar címe: Jeeves szabadságon (fordította: Molnár Zoltán, 2003 – Ciceró)
- Stiff Upper Lip, Jeeves (1963) – Magyar címe: Fő a pléhpofa, Jeeves! (fordította: Molnár Zoltán, 1997, 2009 – Ciceró)
- Plum Pie (1966) – Magyar címe: Tökös-mákos (fordította: Kövesdi Miklós Gábor, 2013 – Ciceró) (Egy Jeeves történet, címe: Jeeves és a kövér pasas a könyvben levő kilenc történetből)
- Much Obliged, Jeeves (1971) – Magyar címe: Bravó, Jeeves! (fordította: Molnár Zoltán, 2001 – Ciceró) (Ebben az egy regényben jelenik meg Jeeves keresztnevének egyetlen említése, Reginald.)
- Aunts Aren't Gentlemen (1974) – Magyar címe: A nénikém nem talpig úrinő! (fordította: Molnár Zoltán, 1996, 2008 – Ciceró)

### Mr. Mulliner
- Meet Mr. Mulliner (1927) – (Kilenc novella) – Magyar címe: Halló Mulliner (fordította: Várady György, 1943 – Széchenyi). Ebben csak nyolc történet van, hiányzik a Portrait of a disciplinarian című történet. Mr. Mulliner meséi (fordította: Kövesdi Miklós Gábor, Révbíró Tamás, 2014 – Ciceró) Ebben már mind a kilenc történet szerepel.
- Mr. Mulliner Speaking (1929) – (Kilenc novella) – Magyar címe: Halljuk Mr. Mullinert! (fordította: Révbíró Tamás, 2016 – Ciceró)
- Mulliner Nights (1933) – (Kilenc novella)
- Blandings Castle and Elsewhere (1935) – Magyar címe: Blandings és vidéke (fordította: Kövesdi Miklós Gábor, Révbíró Tamás, 2015 – Ciceró) (Tizenkét rövid novella, ebből öt Mr. Mulliner történet: Majomparádé, A bólogató, Egy narancs leve, Minna Nordstrom felemelkedése, Hajótöröttek, valamennyit Kövesdi Miklós Gábor fordította)
- Young Men in Spats (1936) – (Tizenegy novella a Parazita Klub tagjairól, ebből hármat Mr. Mulliner mesél, közülük egy megjelent magyarul A rút rendőr románca c. kötetben, címe: Mordred tüzes udvarlása, fordította: Molnár Zoltán, 2008 – Ciceró)
- Lord Emsworth and Others (1937) – Magyar címe: Lord Emsworth és a többiek (fordította: Nagy Dóra, 2018 – Ciceró) (Kilenc novella, ebből egyet Mr. Mulliner mesél, címe: A rejtett kincs)
- Eggs, Beans, and Crumpets (1940) – Magyar címe: Ürgék, Szivarok és Pasasok (fordította: Kövesdi Miklós Gábor, 2012 – Ciceró) (Egy Mr. Mulliner történet a könyvben levő kilenc novellából, címe: Anselm nagy napja)
- A Few Quick Ones (1959) – Magyar címe: Néhány röpke szösszenet (fordította: Nagy Dóra, 2019 – Ciceró) (Két Mr. Mulliner történet a könyvben levő tíz novellából, címük: A helyes megközelítés, A nagy üzlet)
- Plum Pie (1966) – Magyar címe: Tökös-mákos (fordította: Kövesdi Miklós Gábor, 2013 – Ciceró) (Egy Mr. Mulliner történet a könyvben lévő kilenc novellából, címe: George és Alfred)
- The World of Mr. Mulliner (1972) – Két eredeti történet (Gyűjtemény és két történet)

### Psmith
Forduljon Psmithhez! (Leave it to Psmith) ISBN 9635394780
- Mike (Mike at Wrykyn) (1909) – Magyar címe: Mike és Psmith (fordította: Révbíró Tamás, 1997, 1999 – Európa) (Újra kiadva két részben 1953-ban, mint "Mike at Wrykyn" és "Mike and Psmith"; a második rész ugyancsak publikálva lett 1935-ben, mint "Enter Psmith", a magyar kiadás csak a második részt tartalmazza)
- Psmith in the City (1910) – Magyar címe: Psmith a pénzvilágban (fordította: Révbíró Tamás, 1996, 1998 – Európa)
- Psmith, Journalist (1915) – Magyar címe: Psmith mint újságíró: egy bohéméletű, bátor cambridge-i jogász kalandjai (fordította: Balogh Barna, 1928 – Pantheon); Psmith Amerikában (fordította: Révbíró Tamás, 1999 – Európa) (Amerikai címe: The Prince and Betty. Figyelni kell arra, hogy az Angliában kiadott "The Prince and Betty" és a "Psmith, Journalist" teljesen különböző regények; az amerikai "The Prince and Betty" a két könyv keveredése)
- Leave it to Psmith (1923) – Magyar címe: Forduljon Psmithhez (fordította: Devecseriné Guthi Erzsébet, 1929, 1935 – Pantheon, 1957 – Magvető, 1972 – Európa, 1980 – Kriterion, 1991 – Haxel, 2005 – Ciceró); Bízza Psmithre! (fordította: Barabás András, 2014 – Ciceró)

### Iskolai történetek
- The Pothunters (1902)  – Magyar címe: Bűntény a gimnáziumban (fordította: Abrudán Katalin, 2021 – Ciceró, a Diákélet St. Austinban c. kötet második fele)
- A Prefect's Uncle (1903) – Magyar címe: A prefektus nagybátyja (fordította: Abrudán Katalin, 2022 – Ciceró, a Sheen ringbe száll c. kötet második fele)
- Tales of St Austin's (1903) – Magyar címe: Diákélet St. Austinban (fordította: Abrudán Katalin, 2021 – Ciceró) (novellák)
- The Gold Bat (1904)
- The Head of Kay's (1905)
- The White Feather (1907) – Magyar címe: Sheen ringbe száll (fordította: Kövesdi Miklós Gábor, 2022 – Ciceró (Egy fél-önéletrajzi regény)
- Mike (Mike at Wrykyn) (1909) – Magyar címe: Mike és Psmith (fordította: Révbíró Tamás, 1997, 1999 – Európa)

### Ukridge
- Love Among the Chickens (1906) – Magyar címe: Csirkék és szerelem (fordította: Révbíró Tamás, 2013 – Ciceró) (Az egyetlen teljes terjedelmű Ukridge regény, újraírt változata 1921-ben jelent meg)
- Ukridge (1924) – Magyar címe: Barátom, az életművész: egy vidám fickó kalandjai (fordította: Balogh Barna, 1928 – Légrády); Az életművész (fordította: Révbíró Tamás, 1984, 2002 – Európa) (Tíz novella, amelyek nyilvánvalóan a "Love Among the Chickens" eseményei előtt játszódnak)
- Lord Emsworth and Others (1937) – Magyar címe: Lord Emsworth és a többiek (fordította: Nagy Dóra, 2018 – Ciceró) (Három Ukridge történet a könyvben levő kilenc novellából, címük: Ukridge és a második otthon; Bunyós Billson visszatér; Üzleti érzék)
- Eggs, Beans, and Crumpets (1940) – Magyar címe: Ürgék, szivarok és pasasok (fordította: Kövesdi Miklós Gábor, 2012 – Ciceró) (Három Ukridge történet a könyvben levő kilenc novellából, címük: Mabel szerencséje, A boglárka-nap, Ukridge és a mostohabácsi)
- Nothing Serious (1950) – – Magyar címe: Semmi komoly (fordította: Borsos Balázs, 2022 – Ciceró) (Egy Ukridge-novella a könyvben levő tízből, címe: Sikertörténet)
- A Few Quick Ones (1959) – Magyar címe: Néhány röpke szösszenet, fordította: Nagy Dóra, 2019 – Ciceró (Egy Ukridge történet a könyvben levő tíz novellából, címe: Jótékonykodás)
- Plum Pie (1966) – Magyar címe: Tökös-mákos (fordította: Kövesdi Miklós Gábor, 2013 – Ciceró) (Két Ukridge történet (Ukridge bankszámlát nyit, Sikertörténet – ez utóbbi az angol eredetiben nem szerepel, hanem a Nothing Serious c. kötetből való) a könyvben levő kilenc novellából.)

### Minden más
- William Tell Told Again (1904)
- Not George Washington (1907) – (Egy önéletrajzi regény)
- The Globe By the Way Book (1908) – (Összegyűjtött újságcikkek; Egy összeállítás a "By the Way" rovatból, Wodehouse és Herbert Westbrook által írva, melyek megjelentek a The Globe-ban)
- The Swoop (1909)
- A Gentleman of Leisure (1910) – Magyar címe: Az aranyifjú (fordította: Nagy Dóra, 2016 – Ciceró)
- The Prince and Betty (1912) – Magyar címe: Betty és a herceg (fordító nélkül, 1928 – Légrády) (Amerikában ezen a címen az eredeti angol kiadás és a Psmith mint újságíró című könyv keverékét adták ki) – Magyar címe: Betty és a herceg (fordította: Borsos Balázs, 2023 – Ciceró)
- The Little Nugget (1913) – Magyar címe: Az Aranyrögöcske (fordította: Vitéz Ágnes, 2009 – Haxel) [halott link]
- The Man Upstairs (1914) – Tizenkilenc novella.
- Uneasy Money (1917) – Magyar címe: Meglepő örökség (fordította: Kiss Marianne, 1998 – Geopen)
- Piccadilly Jim (1918) – (A "The Little Nugget" részleges folytatása) – Magyar címe: Piccadilly Jim (fordította: Vitéz Ágnes, 2001 – Haxel)
- The Coming of Bill (1920) (Wodehouse legtöbb művétől eltérően nem humoros regény)
- A Damsel in Distress (1919) – Magyar címe: A bajbajutott várkisasszony (fordította: Margittai Szaniszlóné, 1929 – Légrády); Hölgy a pácban (fordította: Pór Bálint, a versbetéteket N. Kiss Zsuzsanna, 2000, 2010 – Geopen)
- Jill the Reckless (1921) – (Az 1920-as amerikai kiadás címe: The Little Warrior) – Magyar címe: Jill, a vakmerő. Vígopera prózában elbeszélve (fordította: Vitéz Ágnes, 2006 – Dico)
- Indiscretions of Archie (1921) – Magyar címe: Utazás az após körül (fordította: Balogh Barna, 1929 – Légrády); Az eszményi vő (fordította: Tábori Mihály, 1943 – Takács); Az ideális vő (fordította: Kövesdi Miklós Gábor, 2019 – Ciceró)
- The Girl on the Boat (1922) – Magyar címe: Eszményi Sámuel (fordította: Várady György, 1941, 1942 – Széchenyi, 1999 – Haxel)
- The Adventures of Sally (1922) – Magyar címe: Sally kalandjai (fordította: Révbíró Tamás, 2004 – Dico)
- Bill the Conqueror (1924) – Magyar címe: Hódító Bill (fordította: Goerl István, 1931 – Légrády); Hódító Willie (fordító nélkül, de valószínűleg Goerl István 1931-es fordítása, apró javításokkal, 1997 – Haxel)
- Sam the Sudden (1925) – Magyar címe: Nimród leánya (fordította: Dobosi-Pécsi Mária, 1928 – Légrády); Hűbele Sámuel (fordította: Révbíró Tamás, 1975 – Kozmosz, 1999, 2007 – Európa)
- The Small Bachelor (1927) – Magyar címe: Legénylakás (fordította: Szennai Éva, 2016 – Ciceró)
- Money For Nothing (1928) – Magyar címe: Talált pénz (fordította: Balogh Barna, 1928 – Légrády); Talált pénz (fordította: Gy. Horváth László, 1992, 2004 – Európa)
- Big Money (1931) – Magyar címe: Rengeteg pénz (fordította: Szerb Antal, 1943 – Hungária, 1957 – Táncsics, 1981, 1994, 2004 – Európa)
- If I Were You (1931) – Magyar címe: Fodrász és főnemes (fordította: Borsos Balázs, 2016 – Ciceró)
- Louder and Funnier (1932) – (Újságcikkek gyűjteménye, melyek eredetileg a "Vanity Fair" magazin számára lettek írva)
- Doctor Sally (1932) – (Az amerikai "Crime Wave at Blandings" gyűjteményben található, "The Medicine Girl" címmel). Magyar címe: Dr. Sally (fordította: Vitéz Ágnes, 2000 – Haxel)
- Hot Water (1932) – Magyar címe: Tüzes víz (fordította: Révbíró Tamás, 2000, 2007 – Európa)
- Blandings Castle and Elswhere (1935) – Magyar címe: Blandings és vidéke (fordította: Kövesdi Miklós Gábor és Révbíró Tamás, 2015 – Ciceró) (A tizenkét novellaból egy nem illeszthető sorozatba, címe: Idegnyugtató kúra, főszereplője Bobbie /Roberta/ Wickham, fordította: Révbíró Tamás)
- The Luck of the Bodkins (1935) – Magyar címe: Öröm az ürömben (fordította: Révbíró Tamás, 2004 – Geopen)
- Laughing Gas (1936) Magyar címe: Kéjgáz (fordította: Nagy Dóra, 2014 – Ciceró)
- Summer Moonshine (1938) – Magyar címe: Nyári holdfény (fordította: Vitéz Ágnes, é.n. – Haxel)[halott link]
- Eggs, Beans, and Crumpets (1940) – Magyar címe: Ürgék, Szivarok és Pasasok (fordította: Kövesdi Miklós Gábor, 2012 – Ciceró) (A könyvben levő kilenc történetből egy nem illeszthető sorozatba, címe: Románc a Droitgate Spában, főszereplője Freddie Fitch-Fitch)
- Quick Service (1940) – Magyar címe: Karikacsapás (fordította: Barabás András, 1987 – Európa, 2012 – Ciceró)
- Money in the Bank (1946) – Magyar címe: Pénz a bankban (fordította: Pór Bálint, 2002 – Geopen)
- Spring Fever (1948) – Magyar címe: Tavaszi bezsongás (fordította: Szennai Éva, 2011 – Ciceró)
- Nothing Serious (1950) – – Magyar címe: Semmi komoly (fordította: Borsos Balázs, 2022 – Ciceró) (A könyvben levő tíz novellából egy krikettes történet nem illeszthető sorozatba, főszereplője Conky Biddle, címe: Ehhez mit szól, spori?)
- The Old Reliable (1951) – Magyar címe: A leleményes szövetséges (fordította: Nagy Dóra, 2015 – Ciceró)
- Bring on the Girls (1954) – (Önéletrajzi együttműködés Guy Bolton-nal, "Életünk valószínűtlen története zenés vígjátékban, képekkel bizonyítva" címmel.)
- Performing Flea (1953) – (Címe: "Egy önarckép levelekben P.G.Wodehouse-tól, egy Bevezetővel és További Jegyzetekkel W. Townend-től")
- French Leave (1956) – Magyar címe: Amikor egy francia angolosan távozik (fordította: Borsos Balázs, 2017 – Ciceró)
- Over Seventy (1957) – (Visszaemlékezés és újságírás; alcíme: "Egy önéletrajz kitérőkkel".)
- Something Fishy (1957) – Magyar címe: Valami sumákság (fordította: Molnár Zoltán, 1999, 2010 – Ciceró)
- Ice in the Bedroom (1961) – Magyar címe: Szajré a budoárban (fordította: Molnár Zoltán, 1999, 2007 – Ciceró)
- Frozen Assets (1964) – Magyar címe: Különös végrendelet (fordította: Vitéz Ágnes, 1998 – Haxel)
- Plum Pie (1966) – Magyar címe: Tökös-mákos (fordította: Kövesdi Miklós Gábor, 2013 – Ciceró) (Kilenc novella: ebből sorozatba nem illeszthető egy, melynek főszereplője Lancelot Bingley, címe: Egy jó szivar, az FÜST)
- Company For Henry (1967) – Magyar címe: Az ellopott levélnehezék (fordította: Molnár Zoltán, 2011 – Ciceró)
- Do Butlers Burgle Banks? (1968) – Magyar címe: Kirabol a komornyikom (fordította: Dücső Csilla, 1988 – Európa)
- The Girl in Blue (1970) – Magyar címe: A kék ruhás lány (fordította: Pór Bálint, 2008 – Geopen)
- Pearls, Girls and Monty Bodkin (1972) – Magyar címe: Gyöngyök, nők és Monty Bodkin (fordította: Abrudán Katalin, 2020 – Ciceró)
- Bachelors Anonymous (1973) – Magyar címe: Anonim Agglegények Klubja (fordította: Borsos Balázs, 2020 – Ciceró)

### Halála utáni publikációk
Sok korai munkáját – a legelsőktől kezdve – kiadták könyv formában Wodehouse halála után; e gyűjtemények némelyike alább olvasható
- The Uncollected Wodehouse (1976) – (Novellák, csak Amerikában adták ki)
- The Swoop! and Other Stories (1979) – (Csak az Egyesült Államokban adták ki. Tartalmazza a "The Swoop"-ot és tíz novella, négy közülük korábban nem volt gyűjteményben.)
- The Eighteen-Carat Kid and Other Stories (1980) – (Csak az Egyesült Államokban lett kiadva. Tartalmazza a "William Tell Told Again"-t, három novellát és egy "Epilógus"-t.)
- A Man of Means (1991) – (Hat korai novella, C. H. Bovill-lel együtt írták.)
- Plum Stones (1993-95) – (Tizenkét történet kategorizált kötetei és más írások)
- Tales of Wrykyn and Elsewhere (1997) – (Tizenöt korai iskolai történet, tizenkettő közülük Wrykyn-ban játszódik.)
- The Luck Stone (1997) – (Kalandregény, "Basil Windham" álnéven, a sorozat 1908-ban indult.)
- What Ho! (2000) – (a Trustees of The P. G. Wodehouse Estate összeállítása. Novellák a következő könyvekből: Young Men in Spats, The Inimitable Jeeves (magyar címe: Halihó, Jeeves), Blandings Castle and Elsewhere (magyar címe: Blandings és vidéke), Lord Emsworth and Others (magyar címe: Lord Emsworth és a többiek), Young Man in Spats, The Heart of a Goof (magyar címe: A dinka lelke), Meet Mr. Mulliner (magyar címe: Mr. Mulliner meséi) – Magyar címe: Hahó! (fordította: Devecseriné Guthi Erzsébet (részlet a Forduljon Psmithhez c. regényből), Kövesdi Miklós Gábor, 2006 – Európa)
- Death At The Excelsior and Other Stories (2003) – (Egy összeállítás nyilvános tárgykörű novellákból)
- The Politeness of Princes and Other School Stories (2003) – (Összeállítás nyilvános tárgykörű iskolai történetekből.)
- A Wodehouse Miscellany (2003) – (Összeállítás nyilvános tárgykörű cikkekből, novellákból és költeményekből.)
- A Prince for Hire (2003) – (A "Psmith, Journalist" és a "The Prince and Betty" történetek újabb keveredése, a sorozat kezdete eredetileg 1931.)

## Magyarul

### 1944-ig
- Nimród leánya. Regény; ford. Dobosi Pécsi Mária; Pesti Hírlap, Budapest, 1928 (Pesti Hírlap könyvek, 3.)
- Barátom, az életművész. Egy vidám fickó kalandjai; ford. Balogh Barna; Légrády Ny., Budapest, 1928 (Pesti Hírlap könyvek, 15.)
- Betty és a herceg. Regény; ford. Süle Antal, Légrády, Budapest, 1928 (Pesti Hírlap könyvek, 45.)
- Talált pénz. Vidám regény; ford. Balogh Barna; Légrády, Budapest, 1928 (Pesti Hírlap könyvek, 53.)
- Psmith mint újságíró. Egy bohéméletű, bátor cambridgei jogász kalandjai; ford. Balogh Barna; Pantheon, Budapest, 1928 (Színe-java)
- A bajbajutott várkisasszony. Regény; ford. Margittai Szaniszlóné; Légrády, Budapest, 1929 (Pesti Hírlap könyvek, 77.)
- Utazás az após körül. Vidám regény; ford. Balogh Barna; Légrády Testvérek, Budapest, 1929 (Pesti Hírlap könyvek, 105.)
  - (Az ideális vő; Az eszményi vő címen is)
- Forduljon Psmithhez. Regény; ford. D. Guthi Erzsi; Pantheon, Budapest, 1929 (Színe-java)
- Nyári zivatar. Regény, 1-2.; ford. Goerl István; Légrády–Tolnai, Budapest, 1930 (Ragyogó regénytár)
- Hódító Bill. Regény; ford. Goerl István; Légrády, Budapest, 1931 (Pesti Hírlap könyvek, 162.)
- Köszönöm Tóbiás!; ford. Várady György; Széchenyi Irodalmi és Művészeti Rt., Budapest, 1941
- Majd a Tóbiás! Regény; ford. Várady György; Széchenyi Rt., Budapest, 1941
- Eszményi Sámuel; ford. Várady György; Széchenyi Irodalmi Rt., Budapest, 1941
- Halló Mulliner!; ford. Várady György; Széchenyi, Budapest, 1943
- Az eszményi vő; ford. Tábori Mihály; Takács, Budapest, 1943
  - (Utazás az após körül; Az ideális vő címen is)
- Rengeteg pénz; ford. Szerb Antal; Hungária, Budapest, 1943
- Bűnhullám a kastélyban; ford. Várady György; Bányai-Várkonyi Ny., Budapest, 1944
- Isten veled Tóbiás!; ford. Várady György; Széchenyi Irodalmi és Művészeti Rt., Budapest, 1944
- Ejnye, Tóbiás!; ford. Várady György; Széchenyi, Budapest, 1944

### 1944–1989
- A jobb mint otthon (Aranybánya); írta P. G. Wodehouse; ford. Várady György; Dr. Szerelemhegyi, Budapest, 1946
- Kedélyes kastély; ford. Gábor Magda; Corvina, Budapest, 1948
- Hübele Sámuel. Regény; ford. Révbíró Tamás; Szikra Ny., Budapest, 1975 (Kozmosz könyvek)
- Nyári zivatar; ford. Révbíró Tamás; Európa, Budapest, 1976
- Az életművész; ford. Révbíró Tamás; Európa, Budapest, 1984 (Vidám könyvek)
- Karikacsapás; ford. Barabás András; Európa, Budapest, 1987 (Vidám könyvek)
- Kirabol a komornyikom; ford. Dücső Csilla; Európa, Budapest, 1988 (Vidám könyvek)

### 1990–1999
- Fred bácsi csúcsformában; ford. Ürögdi Ferenc; Sport, Budapest, 1990 (Unicum könyvek)
- Folytassa, Jeeves!; ford. Révbíró Tamás; Európa, Budapest, 1991 (Vidám könyvek)
- Talált pénz; ford. Gy. Horváth László; Európa, Budapest, 1992 (Vidám könyvek)
- A nénikém nem talpig úrinő!; ford. Molnár Zoltán; Ciceró, Budapest, 1996
- Psmith a pénzvilágban; ford. Révbíró Tamás; Európa, Budapest, 1996 (Vidám könyvek)
- Hódító Willie; ford. Goerl István; Haxel, Budapest, 1997
- Viharos idő; ford. Pór Bálint; Geopen, Budapest, 1997
- Fő a pléhpofa, Jeeves!; ford. Molnár Zoltán; Ciceró, Budapest, 1997
- Mike és Psmith; ford. Révbíró Tamás; Európa, Budapest, 1997 (Vidám könyvek)
- Különös végrendelet; ford. Vitéz Ágnes; Haxel, Budapest, 1998
- Valami új; ford. Révbíró Tamás; Európa, Budapest, 1998 (Vidám könyvek)
- Meglepő örökség; ford. Kiss Marianne; Geopen, Budapest, 1998
- Gáz van, Jeeves!; ford. Molnár Zoltán; Ciceró, Budapest, 1998
- A jókedvű jótevő; ford. Révbíró Tamás; Európa, Budapest, 1998 (Vidám könyvek)
- Halihó, Jeeves!; ford. Bakó; Ciceró, Budapest, 1998
- Szajré a budoárban; ford. Molnár Zoltán; Ciceró, Budapest, 1999
- Egy Pelikán Blandingsben; ford. Lévai Márta; Európa, Budapest, 1999 (Vidám könyvek)
- Psmith Amerikában; ford. Révbíró Tamás; Európa, Budapest, 1999 (Vidám könyvek)
- Valami sumákság; ford. Molnár Zoltán; Ciceró, Budapest, 1999

### 2000–
- Doktor Sally; ford. Vitéz Ágnes; Haxel, Budapest, 2000
- Tüzes víz; ford. Révbíró Tamás; Európa, Budapest, 2000 (Vidám könyvek)
- Bertie Wooster állja a sarat; ford. Molnár Zoltán; Ciceró, Budapest, 2000
- Hölgy a pácban; ford. Pór Bálint; versford.: N. Kiss Zsuzsanna; Geopen, Budapest, 2000
- Koktéltájm; ford. Pór Bálint; Geopen, Budapest, 2001
- Dinamit bácsi; ford. Révbíró Tamás; Európa, Budapest, 2001 (Vidám könyvek)
- Bravó, Jeeves!; ford. Molnár Zoltán; Ciceró, Budapest, 2001
- Köszönöm, Jeeves!; ford. Molnár Zoltán; Ciceró, Budapest, 2001
- Pénz a bankban; ford. Pór Bálint; Geopen, Budapest, 2002
- Nászidőszak; ford. Molnár Zoltán; Ciceró, Budapest, 2003
- Jeeves szabadságon; ford. Molnár Zoltán; Ciceró, Budapest, 2003
- Öröm az ürömben; ford. Révbíró Tamás; Geopen, Budapest, 2004
- Szárnyasdisznók; ford. Kiss Marianne, Révbíró Tamás; Geopen, Budapest, 2005
- Megőrült, Jeeves?; ford. Kövesdi Miklós Gábor; Ciceró, Budapest, 2006
- Hahó!; ford. Devecseriné Guthi Erzsébet, Kövesdi Miklós Gábor; Európa, Budapest, 2006 (Vidám könyvek)
- A kék ruhás lány; ford. Pór Bálint; Geopen, Budapest, 2008
- A rút rendőr románca. Humoros történetek, karcolatok; vál., ford., bev. Molnár Zoltán; Ciceró, Budapest, 2008
- Jeeves majd megoldja; ford. Révbíró Tamás; Ciceró, Budapest, 2008
- Hajómágnás a pácban; ford. Kövesdi Miklós Gábor; Ciceró, Budapest, 2009
- Golfőrültek; ford. Kövesdi Miklós Gábor, jegyz. Szlávy Tibor; Ciceró, Budapest, 2010
- Tavaszi bezsongás; ford. Szennai Éva; Ciceró, Budapest, 2011
- Igenis, Jeeves!; ford. Révbíró Tamás; Ciceró, Budapest, 2011
- Az ellopott levélnehezék; ford. Molnár Zoltán; Ciceró, Budapest, 2011
- Ürgék, szivarok és pasasok; ford. Kövesdi Miklós Gábor; Cicero, Budapest, 2012
- A dinka lelke; ford. Kövesdi Miklós Gábor; jegyz. Szlávy Tibor; Ciceró, Budapest, 2012
- Tökös-mákos; ford. Kövesdi Miklós Gábor, Révbíró Tamás; Ciceró, Budapest, 2013
- Csirkék és szerelem; ford. Révbíró Tamás; Ciceró, Budapest, 2013
- Bízza Psmithre!; ford. Barabás András; Ciceró, Budapest, 2014
- Kéjgáz; ford. Kövesdi Miklós Gábor, Nagy Dóra; Ciceró, Budapest, 2014
- Mr. Mulliner meséi; ford. Révbíró Tamás, Kövesdi Miklós Gábor; Ciceró, Budapest, 2014
- Galahad mindent elrendez; ford. Szennai Éva; Ciceró, Budapest, 2014
- Blandings és vidéke; ford. Kövesdi Miklós Gábor, Révbíró Tamás ford.; Ciceró, Budapest, 2015
- A leleményes szövetséges; ford. Nagy Dóra; Ciceró, Budapest, 2015
- Fodrász és főnemes; ford. Borsos Balázs; Ciceró, Budapest, 2016
- Az aranyifjú; ford. Nagy Dóra; Ciceró, Budapest, 2016
- Halljuk Mr. Mullinert!; ford. Révbíró Tamás; Ciceró, Budapest, 2016
- Legénylakás; ford. Szennai Éva; Ciceró, Budapest, 2016
- Amikor egy francia angolosan távozik; ford. Borsos Balázs; Ciceró, Budapest, 2017
- Pupák Csodaországban; ford. Kövesdi Miklós Gábor; Ciceró, Budapest, 2017
- Naplemente Blandingsben; jegyz., függelék Richard Usborne, ford. Kövesdi Miklós Gábor; Ciceró, Budapest, 2018
- Lord Emsworth és a többiek; ford. Nagy Dóra; Ciceró, Budapest, 2018
- Az ideális vő; ford. Kövesdi Miklós Gábor; Ciceró, Budapest, 2019
  - (Utazás az após körül; Az eszményi vő címen is)
- Telihold Blandingsben; ford. Barabás András; Ciceró, Budapest, 2019
- Néhány röpke szösszenet; ford. Nagy Dóra; Ciceró, Budapest, 2019
- Gyöngyök, nők és Monty Bodkin; ford. Abrudán Katalin; Ciceró, Budapest, 2020
- Anonim Agglegények Klubja; ford. Borsos Balázs; Ciceró, Budapest, 2020
- Fiatalemberek slamasztikában; ford. Kövesdi Miklós, Nagy Dóra; Ciceró, Budapest, 2021
- Diákélet St. Austinban; ford. Abrudán Katalin; Cicero, Budapest, 2021
- Sheen ringbe száll / A prefektus nagybátyja; ford. Abrudán Katalin, Kövesdi Miklós Gábor; Cicero, Budapest, 2022
- Semmi komoly; ford. Borsos Balázs; Ciceró, Budapest, 2022
- Betty és a herceg; ford. Borsos Balázs; Ciceró, Budapest, 2023